# Hodentorsion

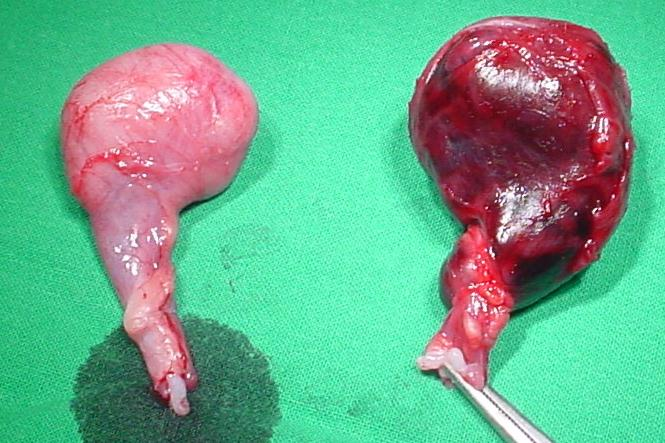
Nach Drehung entfernte Hoden eines Hundes. Zum Vergleich links der gesunde Hoden

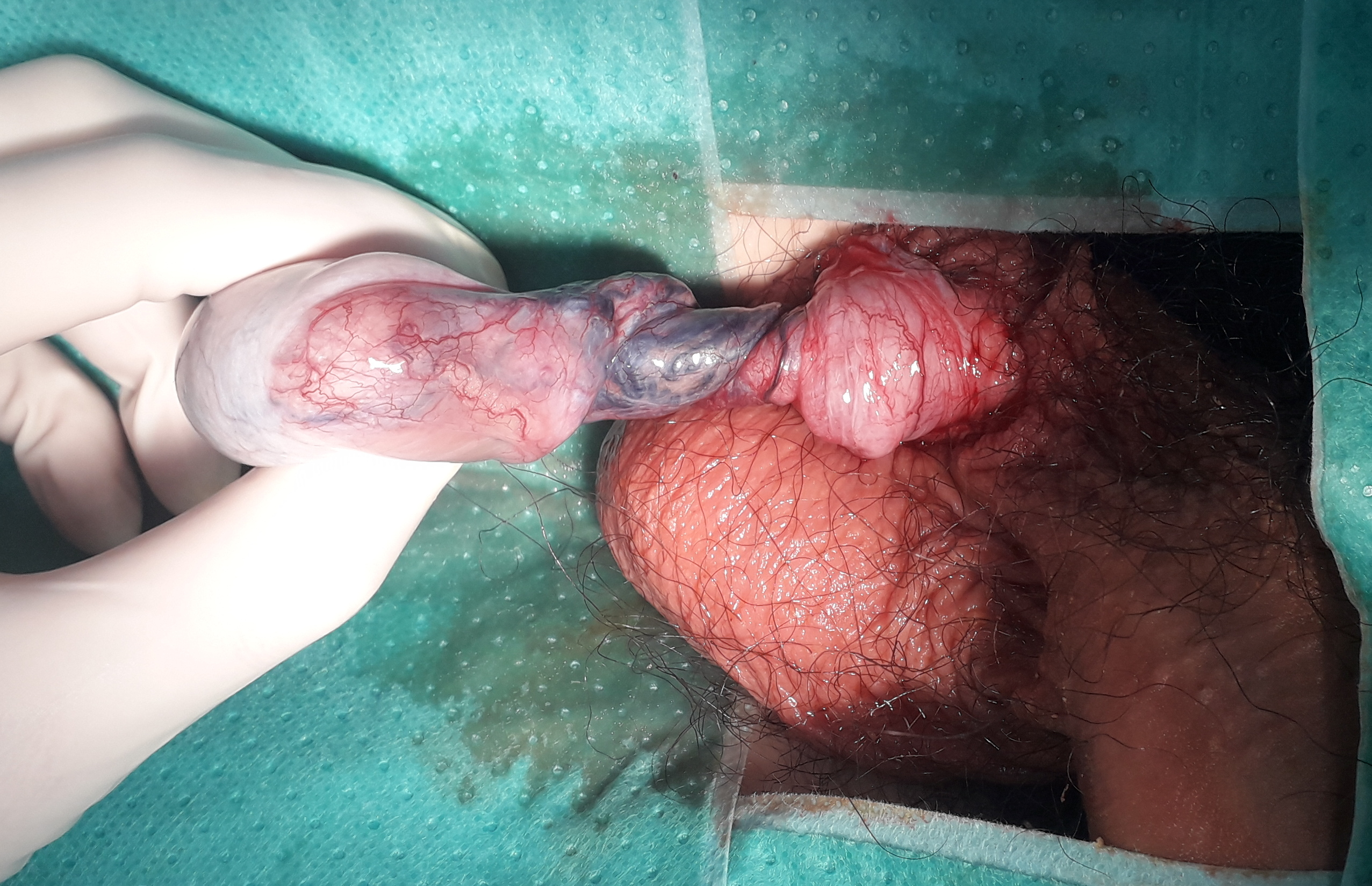
Hodentorsion

Die Hodentorsion ist eine akute Stieldrehung von Hoden und Nebenhoden mit Unterbrechung der Blutzirkulation und hämorrhagischer Infarzierung. Die Ursache kann z. B. eine unzureichende Verwachsung der Hodenhüllen sein, dann reicht schon eine falsche Bewegung z. B. beim Krabbeln oder beim Sitzen auf einem Fahrradsattel, um eine Verdrehung zu erreichen. Häufig tritt diese Erkrankung im Säuglings- oder Kindesalter auf. Sie kann jedoch auch bei jugendlichen und erwachsenen Männern vorkommen.

## Symptome
Eine Hodentorsion führt meist zu plötzlich auftretenden starken Schmerzen. In 50 % der Fälle treten sie in der Nacht auf. Gelegentlich macht sich nur ein schleichend ansteigender Schmerz bemerkbar, der häufig mit einer Epididymitis verwechselt wird. Der Schmerz kann auch in Bauch und Leistengegend ausstrahlen. Der Hodensack ist an der entsprechenden Seite gerötet und der Hoden angeschwollen und steht evtl. hoch. Gerade im Säuglingsalter kann die Erkrankung auch schmerzlos und unerkannt ablaufen. Bei einem schreienden Baby, das sich partout nicht beruhigen lässt, sollte die Diagnose aber immer im Hinterkopf behalten werden.

## Diagnostik
Prehn-Zeichen negativ (Anheben des Hodens, Schmerzen bleiben, Differentialdiagnose zur Epididymitis), Gersches Zeichen (Einziehung am Boden des Hodensacks, tritt früh auf) und Tenkhoffsches Zeichen (Pergamentknistern bei Berührung des Hodensacks, tritt spät auf) geben erste Anzeichen für eine Hodentorsion. Urin und Blut geben zuerst keine Hinweise, nach einiger Zeit tritt eine Leukozytose, als Zeichen von Entzündung auf. Diese ist aber diagnostisch ohne Bedeutung. Heute wird oft direkt die Sonographie, evtl. auch mit Doppler benutzt, mit der die ödematöse Schwellung und der venöse Verschluss dargestellt werden kann.
Da die Untersuchung mit Hilfe der Sonographie keine absolute Sicherheit bietet und eine Torsion in kurzer Zeit zum Verlust des Hodens und schlimmeren Konsequenzen führt, ist im Zweifel die diagnostische operative Hodenfreilegung notwendig. Bei einer Torsion wird gleichzeitig die Therapie durchgeführt.

## Therapie
Die Hodentorsion ist immer ein Notfall. Ärztliche Hilfe ist schnell erforderlich, da die Torsion schon nach vier bis sechs Stunden bleibende Schäden hervorrufen kann.
Durch eine Operation (Detorquierung) kann man den Hoden retten oder ihn gegebenenfalls entfernen, wenn er schon infarziert ist. Im Normalfall wird auch der nicht betroffene Hoden fixiert, um eine erneute Torsion an diesem zu verhindern (Orchidopexie). Durch den Verlust des Hodens können die Spermienproduktion und die Hormonproduktion eingeschränkt werden. Die Zeugungsfähigkeit und die ausreichende Hormonproduktion sind mit nur einem Hoden jedoch meist noch gegeben.
Die Torsion kann manchmal auch ohne Operation manuell aufgehoben werden. Die unmittelbar anschließende bilaterale Orchidopexie ist aber auch nach (vermeintlich) erfolgreicher Detorsion unbedingt erforderlich, weil eine Torsion, eine Resttorsion, eine erneute Torsion oder eine spätere kontralaterale Torsion durch die (vermutete) manuelle Detorsion nicht sicher ausgeschlossen werden können.

Siehe auch Ovarialtorsion zur analogen Torsion der weiblichen Gonade.